# Barnafoss
De Barnafoss is een waterval in het westen van IJsland even stroomopwaarts van de Hraunfossar. Daar perst de Hvítá (Witte rivier) zich met donderend geweld door een nauwe kloof. De naam van de waterval, kinderwaterval, is van een legende afkomstig. In vroegere tijden was er ter plaatse van deze waterval een natuurlijke brug, die door de mensen uit de omgeving werd gebruikt als ze ter kerke gingen. Er zouden twee kinderen van deze brug afgevallen en verdronken zijn, waarop de moeder hem zou hebben vernietigd.
Op de foto is te zien dat er nog steeds een natuurlijke brug aanwezig is, waar het water met veel geraas onderdoor stroomt.